# Michal Rozin
Michal Rozin (Hebreeuws: מיכל רוזין) (Ramat Gan, 25 juni 1969) is een Israëlische activiste en politica die sinds begin 2013 namens Meretz in de Knesset zetelt. Zij is lid van de Israëlische organisatie Vrouwen van de Muur (Neshot HaKotel), die tracht het jodendom met het feminisme te combineren door zich in te zetten voor de wens van progressieve joodse vrouwen om op de door hen gewenste wijze bij de West- of Klaagmuur te kunnen bidden.
Rozin heeft zowel een bachelor als een master in de politieke wetenschappen van de Universiteit van Tel Aviv.
Alvorens zij in het parlement terechtkwam, was ze onder andere werkzaam als assistent van diverse parlementariërs van haar partij. Ze werd verkozen in de 19e Knesset (van start gegaan op 5 februari 2013) en werd herkozen in de 20e Knesset (van start gegaan op 31 maart 2015).

## Persoonlijk
Michal Rozen is getrouwd en heeft drie kinderen.

## Onderscheiding
- Buitengewoon parlementariër in 2013 door het Israël Democratie Instituut vanwege haar inzet voor het bevorderen van de rechten van vrouwen, kinderen en achtergestelde groepen.[1]

- Nationale Bibliotheek van Israël: 987007390424005171
- Virtual International Authority File: 34151963639900310526